# 圣母领报图 (安杰利科修士, 圣马尔谷修道院)
圣母领报图（The Annunciation，1440–1445年）是一幅意大利早期文艺复兴壁画，由安杰利科修士绘制，位于意大利佛罗伦萨圣马尔谷修道院。科西莫·德·美第奇在重建修道院时，委托安杰利科修士用复杂的壁画装饰墙壁，包括祭坛画、修士的小间内部、回廊、会堂和走廊，总共约五十幅。所有的画作都是安吉里科本人或直接监督下绘制的。 在修道院的所有壁画中，圣母领报图是在艺术界最著名的壁画。
这幅“圣母领报图”不是安杰利科修士第一幅这一题材的绘画，也不是他在该修道院唯一的一幅画。他的作品分散在世界各地著名的博物馆和画廊，包括普拉多博物馆。他发明了一种新的构图，加俾額爾是在户外环境拜访圣母玛利亚。典型的哥特式的“圣母领报图”，总领天使加俾額爾都是在室内拜访坐在宝座上的圣母玛利亚，人物看起来扁平、静态，不真实。这幅画尤其被认为“达到了非凡优雅的高度”。它处理空间和照明的方式是革命性的， 因为它是从哥特时期到文艺复兴时期的过渡。以前的版本没有空间感。这些人物似乎漂浮在空中，线条并没有结束于消失点。这导致它们畸形而且不成比例。
这幅特别版本的圣母领报图位于圣马尔谷修道院二楼的楼梯顶部 - 在北侧。这是安杰利科修士仅有的三幅画在走廊的墙壁上，而不是在小间内的壁画之一。楼梯经历了多次翻新，包括修改影响采光的窗户。这幅壁画本来是在暗光下观赏的。在观看这幅画时，有一个不可见的光源，使得观看绘画的修士不需要额外的光线。如果今天游客到修道院看这幅画，它看起来就不真实了。现在有灯光从许多不同的角度照亮它。它位于楼梯的顶部，安杰利科修士试图将这场景带入修道院和僧侣的日常生活。当时，较浅的画会用于装饰，而较深的画则用于反省和祈祷。